# Joe Leeming
Joseph Leeming (22 tháng 9 năm 1876 - 30 tháng 4 năm 1962) là một cầu thủ bóng đá người Anh thi đấu ở Football League cho Bury và ở Southern League cho Brighton & Hove Albion.
Ông cũng từng đại diện cho đội Anh và trong đội hình đội thắng của trận chung kết Cúp FA lớn nhất chưa từng có. Ông là cha của cầu thủ bóng đá Clifford Leeming, sinh năm 1920, người từng thi đấu cho nhiều câu lạc bộ khác nhau bao gồm Bolton Wanderers Bury và Tranmere Rovers.